# Gottfried von Jena

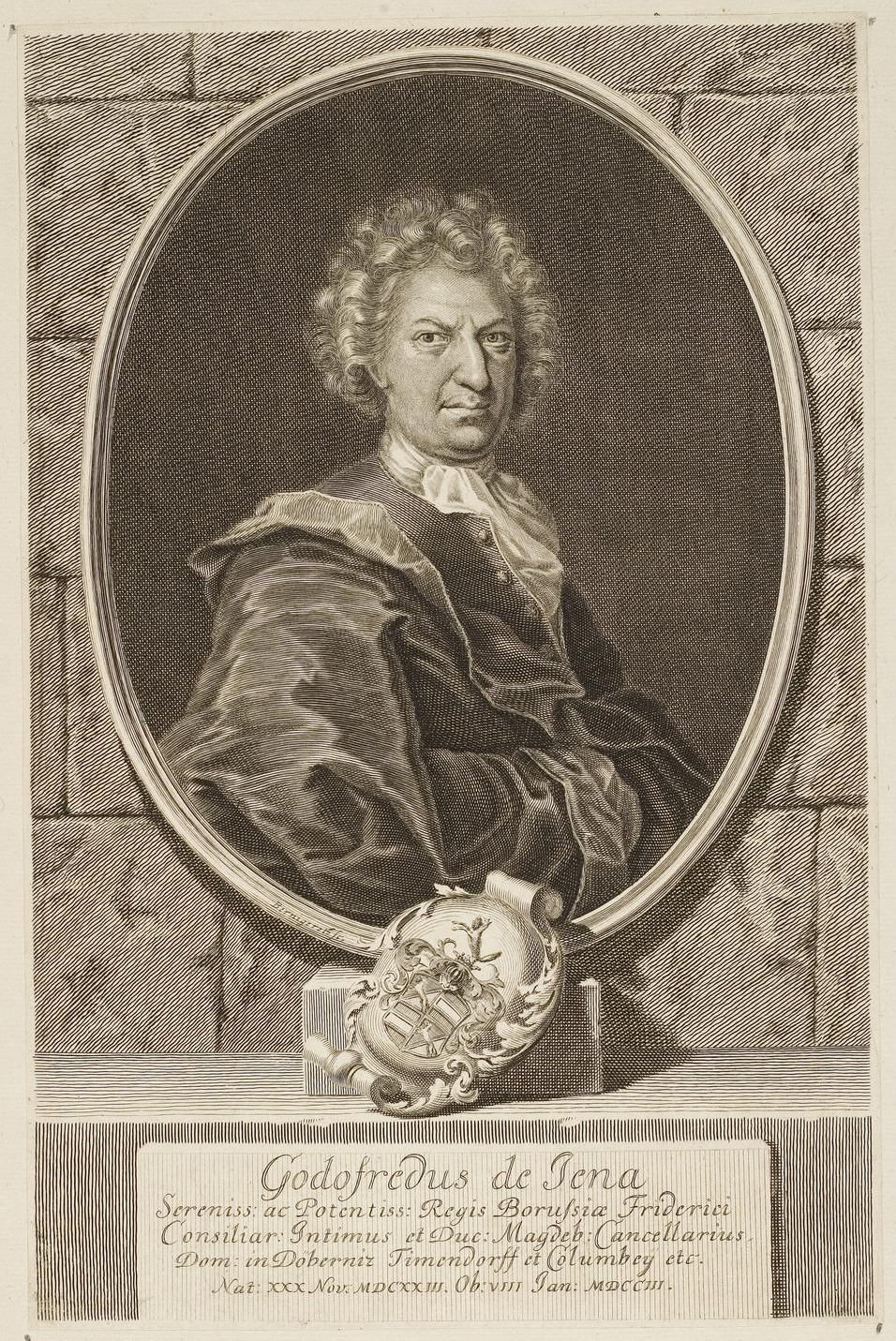
Gottfried von Jena

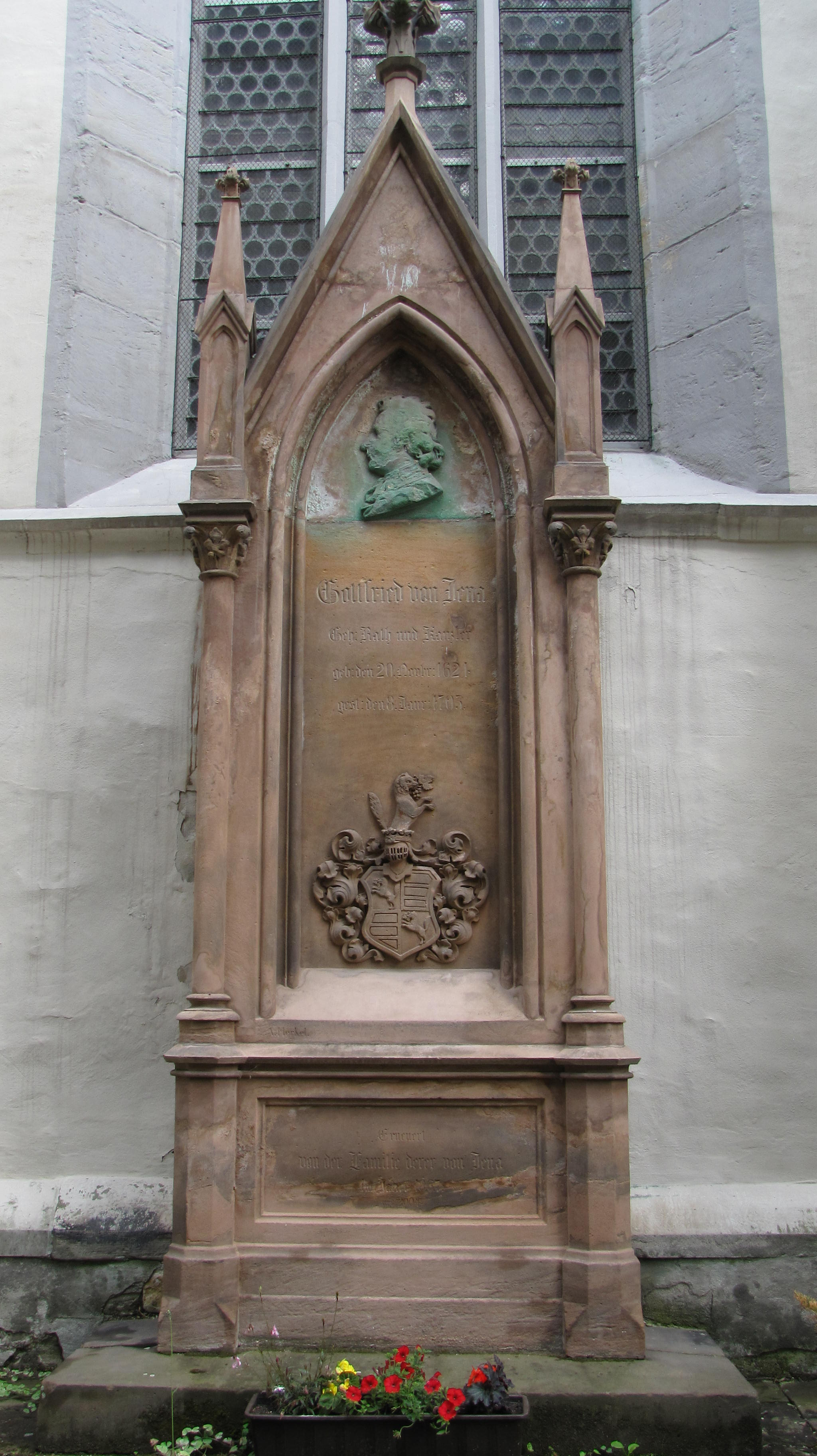
Grabmal für Gottfried von Jena am Dom zu Halle

Das Wappen der Familie von Jena

Gottfried von Jena (* 20. November 1624 in Zerbst; † 8. Januar 1703 in Halle an der Saale) war deutscher Diplomat und preußischer Politiker.

## Familie
Er entstammte dem anhaltischen Zweig einer bereits 1350 urkundlich in Halle (Saale) erwähnten Familie, die zu den ältesten der dortigen Pfännerschaft zählt – siehe auch Familie von Jena. Gottfried war der jüngste von vier Söhnen des fürstlich-anhaltischen Rats Petrus (Peter) von Jena (1584–1639) und seiner Frau Anna († 1649), der Tochter des Zerbster Ratskämmerers Georg Schönevogel. Seine drei Brüder waren Friedrich (1620–1682), Christoph (1622–1670) und Rudolph. Vater und Großvater waren Oberbürgermeister von Zerbst.
Jena heiratete zweimal. Da die Ehen mit Dorethea Navin und mit Elisabeth Marschall von Bieberstein kinderlos blieben, setzte er testamentarisch den Enkel seines Bruders Christoph als Universalerben ein. Dieser Enkel hieß ebenfalls Gottfried von Jena (1684–1734) und hatte zwei Söhne Gottfried (1706–1775) und Carl Friedrich (1710–1736). Einem Enkel Carl Friedrichs wurde wiederum der Name Gottfried (1767–1831) gegeben. Wilhelm von Jena (1797–1879) ist ein Urenkel Carl Friedrichs.

## Leben
Gottfried von Jena studierte Rechtswissenschaften an den Universitäten Wittenberg, Gießen und Marburg. Nach einer großen Bildungsreise berief ihn die Universität Heidelberg 1649 zum Professor. 1655 trat er in den Dienst des Kurfürstentums Brandenburg, übernahm einen Lehrstuhl an der Viadrina in Frankfurt (Oder) und erhielt drei Jahre später den Titel eines geheimen Rats. Aufgrund seiner exzellenten Rechtskenntnisse berief ihn Kurbrandenburg 1662 zum Gesandten beim Reichstag in Regensburg. Hier konnte Jena seine diplomatischen Fähigkeiten erstmals unter Beweis stellen. Am 2. August 1663 wurde ihm die Zugehörigkeit zum Reichsadel bestätigt. Als 1680 das Erzbistum Magdeburg mit der Stadt Halle (Saale) an Brandenburg überging, wurde Jena am 25. Juni zum Kanzler der kurfürstlichen Regierung für das neu erworbene Territorium berufen.
Zehn Jahre später nahm er, fast siebzigjährig, auch seinen Wohnsitz in Halle, der damaligen Hauptstadt des Herzogtums Magdeburg, und erwarb dort das Bürgerrecht. Um seine Arbeit als Kanzler zu unterstützen, wurde ihm 1697 der Geheime Rat Nikolaus Bartholomäus von Danckelman (1650–1739, siehe Danckelmansches Siebengestirn) zugeordnet. 

## Hospital zur christlichen Liebe
Gottfried v. Jena war Mitglied sowie freigiebiger Unterstützer der Evangelisch–Reformierten Domgemeinde Halle. 500 Taler stiftete der „edle Kanzler von Jena“ und „wohlwollende Gönner der Gemeinde“, wie ihn später Domprediger Adolf Zahn charakterisierte, am 4. Juni 1697 für ein „Hospital zur christlichen Liebe“, in der Geiststraße am früheren Neumarkt gelegen. In diese wohltätige Einrichtung wurden kranke und verwahrloste Kinder aufgenommen. Das Hospital finanzierte sich aus den Zinsen des Kapitals, welches der nachmalige preußische König Friedrich I. der Stiftung geschenkt hatte. Als das Hospital 1813 nicht mehr benötigt und baufällig wurde, wurde es zunächst vermietet und dann 1853 an einen Hallenser Tischlermeister für 1810 Taler verkauft mit Ausnahme des Wappens Gottfried v. Jenas, das seit 1697 am Gebäude angebracht war. Die Bestätigung des Kaufvertrages durch die Regierung erfolgte am 13. August 1851. Das Wappen ging an das Jenastift über.
Kurz vor seinem Tode ließ Jena am 1. November 1702 sein Wohnhaus zusammen mit einem Kapital von 60.000 Talern in das nach ihm benannte Jenastift einfließen.